# Modesto De Silvestro
Modesto De Silvestro (Moena, 21 giugno 1950) è un ex combinatista nordico italiano.

## Biografia
Nato nel 1950, a 25 anni ha preso parte ai Giochi olimpici di Innsbruck 1976, terminando la gara al 32º posto con 319.89 punti.
Ai campionati italiani ha vinto 1 oro e 5 bronzi nell'individuale.